# Bahnhof King’s Cross Thameslink

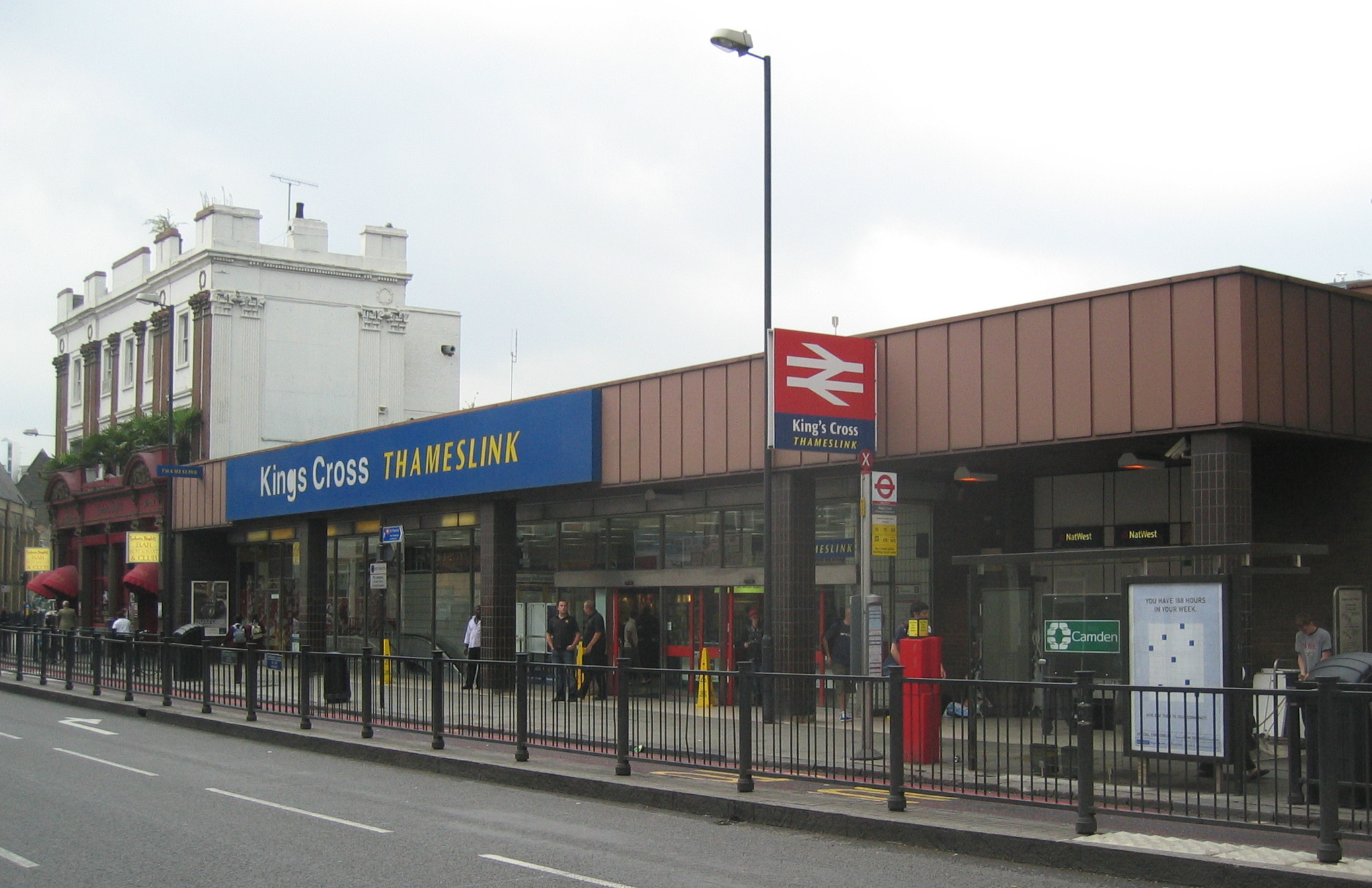
Bahnhof King’s Cross Thameslink

King’s Cross Thameslink war ein Bahnhof an der Pentonville Road im Londoner Stadtbezirk London Borough of Camden. Er lag an der in diesem Bereich im Tunnel verlaufenden Thameslink-Strecke und wurde von Zügen des Eisenbahnverkehrsunternehmens First Capital Connect bedient. Ein rund 600 Meter langer Fußgängertunnel verband King’s Cross Thameslink mit dem Hauptbahnhof King’s Cross und der U-Bahn-Station King’s Cross St. Pancras.
Der in der Travelcard-Tarifzone 1 gelegene Bahnhof befand sich teilweise auf jenem Grundstück, auf dem am 10. Januar 1863 die erste U-Bahn-Station der Metropolitan Railway eröffnet wurde. 1868 wurde der Bahnhof viergleisig ausgebaut. Das neue Gleispaar, die Widened Lines, diente dem Vorortverkehr anderer Eisenbahngesellschaften in die City of London und war zugleich Teil der Nord-Süd-Verbindung durch den Snow-Hill-Tunnel. 1941 verlegte man die Station der Metropolitan Line (heute auch der Circle Line und der Hammersmith & City Line) weiter nach Westen, während die Züge von British Rail bis 1979 weiterhin die ursprüngliche Station benutzten. 1983 erfolgte die Wiedereröffnung als King’s Cross Midland City, 1988 die Umbenennung in King’s Cross Thameslink.
Als Teil der zweiten Phase des High Speed 1 entstand unter dem Bahnhof St Pancras ein neuer Thameslink-Bahnhof. Dieser bietet weitaus bessere Verbindungen zu den beiden Hauptbahnhöfen und kann längere Züge aufnehmen. Am 9. Dezember 2007 wurde King’s Cross Thameslink geschlossen und der neue Bahnhof nahm seinen Betrieb auf. Der Fußgängertunnel vom ehemaligen Bahnhofseingang zur U-Bahn-Station bleibt weiterhin montags bis freitags geöffnet.